# 宋增二
蛇夫座29，又名BD-18 4381，HD 153727、SAO 160231、HR 6321，是蛇夫座的一颗恒星，视星等为6.26，位于銀經2.85，銀緯13.88，其B1900.0坐标为赤經16h 56m 0.1s，赤緯-18° 13.88′ 18″。